# 時事通信ビル
時事通信ビル（じじつうしんビル）は、東京都中央区銀座5丁目にあるオフィスビル。時事通信社本社や時事通信ホールのほか、テナントフロアにはマスコミの支社・支局などが入る。
2006年度日本建築学会作品選奨、第20回空気調和・衛生工学会賞、2005年グッドデザイン賞を受賞。

## 概要
戦後、同盟通信社はGHQからの業務停止命令を受け、時事通信社と共同通信社に分割されるが、両社の本社は同盟が本社を置いた日比谷公園内の市政会館にそのまま置かれた。共同は1966年、虎ノ門に完成させた共同通信会館に本社を移転、その後は時事のみが市政会館を本社として使い続けた。
2001年に電通が東証1部に上場を遂げると、大株主である時事は保有する電通株の一部を放出。売却益を元にして、事業再編で閉鎖となった東急ホテルチェーンのシンボル的存在だった銀座東急ホテルの跡地を95億円で取得。新社屋の建設に入り、2003年11月に時事通信ビルが竣工した。
ビルは地下2階・地上14階からなり、低層部は2層吹抜けのエントランスロビーを介し、2階には講演会やファッションショーにも使える高機能平土間型の「時事通信ホール」を設け、1階にはレストランやカフェを配した。4階から8階には時事通信社ならびに子会社がオフィスを置き、編集局は巨大なワンルームの構成で四方からの自然採光を意識し、開放的な仕事場に仕立てた。9階から13階はテナントフロアで、民放準キー局、基幹局および海外の通信社の支社・支局などが入る。
白い柱と壁の外装材は、共に同一材のプレキャストコンクリート打放し仕上げである。うわぐすりでもかかったように見えるが、混ぜ合わせる骨材を選りすぐり、石を思わせるテクスチャーを実現させた。

## テナント

### オフィス
| - 時事通信社社友会（9階） - 福岡放送東京支社（9階） - 福島民報社東京支社（9階） - ラジオ福島東京支社（9階） - 御木本製薬東京事務所(9階) - 日本格付研究所（9・10階） | - ラディウス本社（11階） - 関西テレビ東京支社（12階） - 南海日日新聞東京支社(13階) - 札幌テレビ東京支社（13階） - 中央日報・JTBC東京総局（13階） - 欧州写真通信社日本支局（13階） |

### 商業施設
- スターバックスコーヒー東銀座店（1階）
- 銀座うかい亭（1階）